# Dienstonderscheiding voor Officieren na 25 Dienstjaren
De Dienstonderscheiding voor Officieren na 25 Dienstjaren (Duits: Diensauszeichnung-Kreuz für Offiziere nach 25 Dienstjahre) was een onderscheiding van het Duitse hertogdom Saksen-Coburg en Gotha.
Het zilveren kruis met verguld medaillon werd in 1846 ingesteld en werd tot 1867 uitgereikt. Toen werd met Pruisen een militair verdrag gesloten. Het kleine leger van Saksen-Coburg en Gotha ging op in het Pruisische leger.
Het kruis werd aan een lint op de linkerborst gedragen, Het was de enige dienstonderscheiding van Saksen-Coburg en Gotha die aan een lint werd gedragen. Alle andere dienstonderscheidingen en de in 1888 ingestelde opvolger, de Dienstonderscheiding voor Officieren en Manschappen na 21 Dienstjaren (Duits: Dienstauszeichnung für Offiziere und Manschafften nach 21 Dienstjahre) waren zogenaamde "schnallen", gespen op een stukje lint. Voor onderofficieren en soldaten was er van 1846 tot 1888 een Dienstonderscheiding voor Onderofficieren en Manschappen na 21 Dienstjaren, (Duits: Diensauszeichnung für Unteroffiziere und Mannschaften nach 21 Dienstjahre) in de vorm van een verguld zilveren schnalle. Ook voor 15 en 9 dienstjaren werden in die periode verzilverde witmetalen en verzilverde gietijzeren gespen uitgereikt.
De regerende hertog van Saksen-Coburg en Gotha was erekolonel van het VIe Thüringischen Infanterie-Regiment Nr. 95. Daaruit werden ook zijn adjudanten
gekozen. De bij de infanterie ingedeelde rekruten uit zijn hertogdom werden in dit regiment opgenomen.
De Dienstonderscheiding voor Officieren na 25 Dienstjaren was een zilveren Leopoldkruis met geschubte zilveren armen en een centraal gouden medaillon met een gekroond gotisch monogram van hertog Ernst I van Saksen-Coburg en Gotha. Op de keerzijde staat het getal "XXV". De ring rond het medaillon en het aan de bovenste kruisarm vastgesoldeerde oog zijn ook van goud.